# Kevin Mawae
Kevin James Mawae (Savannah, Georgia, 23 de enero de 1971), más conocido como Kevin Mawae, es un exjugador profesional estadounidense de fútbol americano que se desempeñó en la posición de center en la National Football League (NFL). Es miembro del Salón de la Fama del Fútbol Americano Profesional.

## Carrera
Mawae jugó como profesional cuatro temporadas en Seattle Seahawks (1994-1997), después pasó a New York Jets (1998-2005), luego a Tennessee Titans, donde jugó cuatro temporadas (2006-2009), y fue el equipo en el que se retiró.

## Reconocimiento
En 2019, ingresó como miembro al Salón de la Fama del Fútbol Americano Profesional.